# Miesjärvi
Miesjärvi är en sjö i Finland. Den ligger i kommunen Paldamo i landskapet Kajanaland, i den centrala delen av landet, 500 km norr om huvudstaden Helsingfors. Miesjärvi ligger 222 meter över havet. Arean är 32,9 hektar och strandlinjen är 3,99 kilometer lång. Sjön  ingår i Uleälvens huvudavrinningsområde. 